# Paropsia brazzaeana
Paropsia brazzaeana är en passionsblomsväxtart som beskrevs av Henri Ernest Baillon. Paropsia brazzaeana ingår i släktet Paropsia och familjen passionsblomsväxter. Inga underarter finns listade i Catalogue of Life.